# Sid Kimpton
Gabriel Sibley Kimpton, noto come Sid Kimpton o George Kimpton (Watford, 12 agosto 1887 – Watford, 15 febbraio 1968), è stato un calciatore e allenatore di calcio inglese, di ruolo attaccante.

## Carriera
Sulla panchina del Racing Club di Parigi vinse il campionato francese nel 1936 e la Coppa di Francia nel 1936 e nel 1939.

## Palmarès

### Allenatore

#### Competizioni nazionali
- Campionato francese: 1

RC Paris: 1935-1936
- Coppa di Francia: 2

RC Paris: 1935-1936, 1938-1939